# Schlacht bei Wizna
Danzig – Westerplatte – Tucheler Heide – Krojanten – Mlawa – Radom – Wizna – Bzura – Brześć – Lemberg – Rawa Ruska – Lublin – Kampinos-Heide – Warschau – Szack – Modlin – Halbinsel Hel – Kock

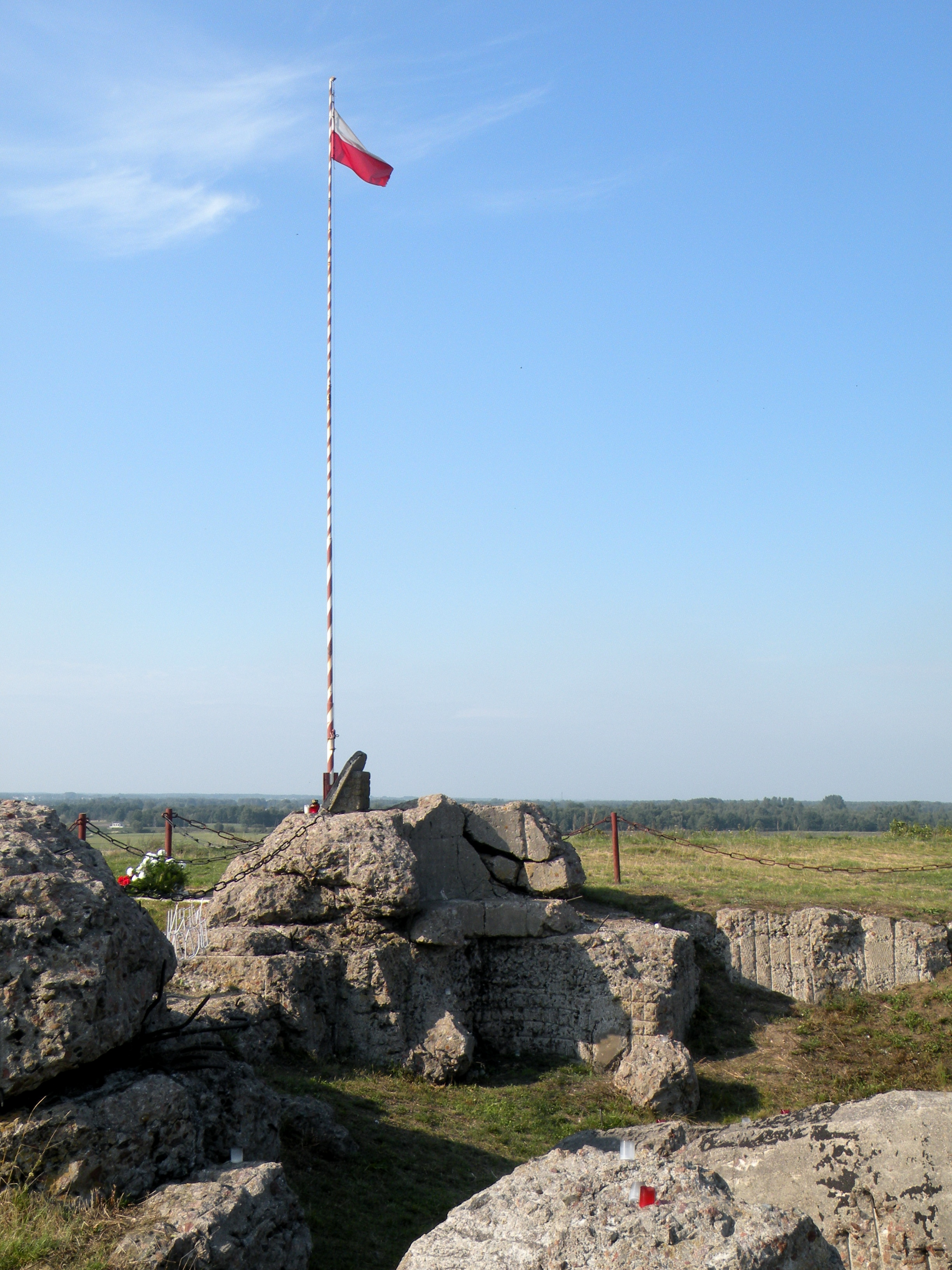
Strękowa Góra, die Ruinen des Bunkers, der Todesort von Kapitän Władysław Raginis

Die Schlacht bei Wizna (polnisch Obrona Wizny) oder polnische Thermopylen (polnisch Polskie Termopile) ereignete sich zwischen dem 6. und 10. September 1939, während des deutschen Überfalls auf Polen. Den 720 polnischen Verteidigern standen über 40.000 Angreifer gegenüber.

## Vorbereitungen
Um 1939 befanden sich um Wizna einige polnische Stellungen, die Teil einer Verteidigungslinie waren, die entlang des Flusses Narew verlief. Östlich der Stadt Wizna befand sich ein Flussübergang, der von außerordentlich wichtiger strategischer Bedeutung war. Nördlich des Überganges mündet die Biebrza in den Narew. In diesem Gebiet gibt es große Sumpfgebiete, die erst wieder in Osowiec-Twierdza überschritten werden konnten. Südlich der Stadt erstreckten sich ebenfalls Sümpfe.
Die Verteidigungsstellung Wizna bestand aus nicht fertiggestellten Befestigungen, mit deren Bau im Frühling 1939 begonnen wurde. Die Stellungen wurden in zwei Verteidigungslinien gegliedert. Die erste, so genannte vorgeschobene Linie bestand aus zwei leichten Bunkern im Dorf Włochówka und einer nicht befestigten Stellung in Grądy-Woniecko. Die Hauptverteidigungslinie (zweite Verteidigungslinie) erstreckte sich von der Ortschaften Kołodzieje und Giełczyn am rechten Narewufer über Strękowa Góra bis zum Dorf Maliszewo. Die Verteidigungsstellungen wurden so angelegt, dass sie sich das 4 km entfernte Gebirge zunutze machten. Aufgrund dessen konnte man das Tal von den Stellungen aus gut überschauen. Auf der Verteidigungslinie wurden folgende Befestigungsanlagen errichtet:
- Giełczyn-Kołodzieje – 3 Bunker
- Góra Strękowa – 3 Bunker
- Kurpiki – 1 Bunker.
- Maliszewo – 1 Bunker.

Die Bunker, die sich bei Wizna befanden, wurden damals in für die Zweite Polnische Republik üblicher Bauweise erstellt. Jeder Bunker, mit Ausnahme der „leichten Fortifikationen“, wurde individuell gefertigt. Man bemühte sich die Bunker möglichst günstig an das Gelände anzupassen und die Anforderungen des jeweiligen Verteidigungsabschnittes zu berücksichtigen. Die Bunker bei Wizna waren alle eingeschossige Stahlbetonkonstruktionen. Aus den Bunkern konnte man mit schweren Maschinengewehren seitlich feuern, ferner waren die Bunker mit gepanzerten Kuppeln ausgestattet, die man unter anderem auch zur Beobachtung nutzen konnte.
Die nicht vollständige Fertigstellung führte zu zwei wesentlichen Schwachpunkten der Verteidigungsstellungen. Einer der Schwachpunkte dieser Verteidigungsstellung war das Fehlen von Granatwerfern und Panzerabwehrgeschützen. Ein weiterer Schwachpunkt der Verteidigungslinien war die geringe Anzahl von Bunkern, da hierdurch die einzelnen Befestigungswerke so weit voneinander entfernt waren, dass diese sich nicht gegenseitig ausreichend unterstützen konnten. Hierdurch war es der Wehrmacht möglich, einen Bunker nach dem anderen auszuschalten.

## Verlauf der Kämpfe

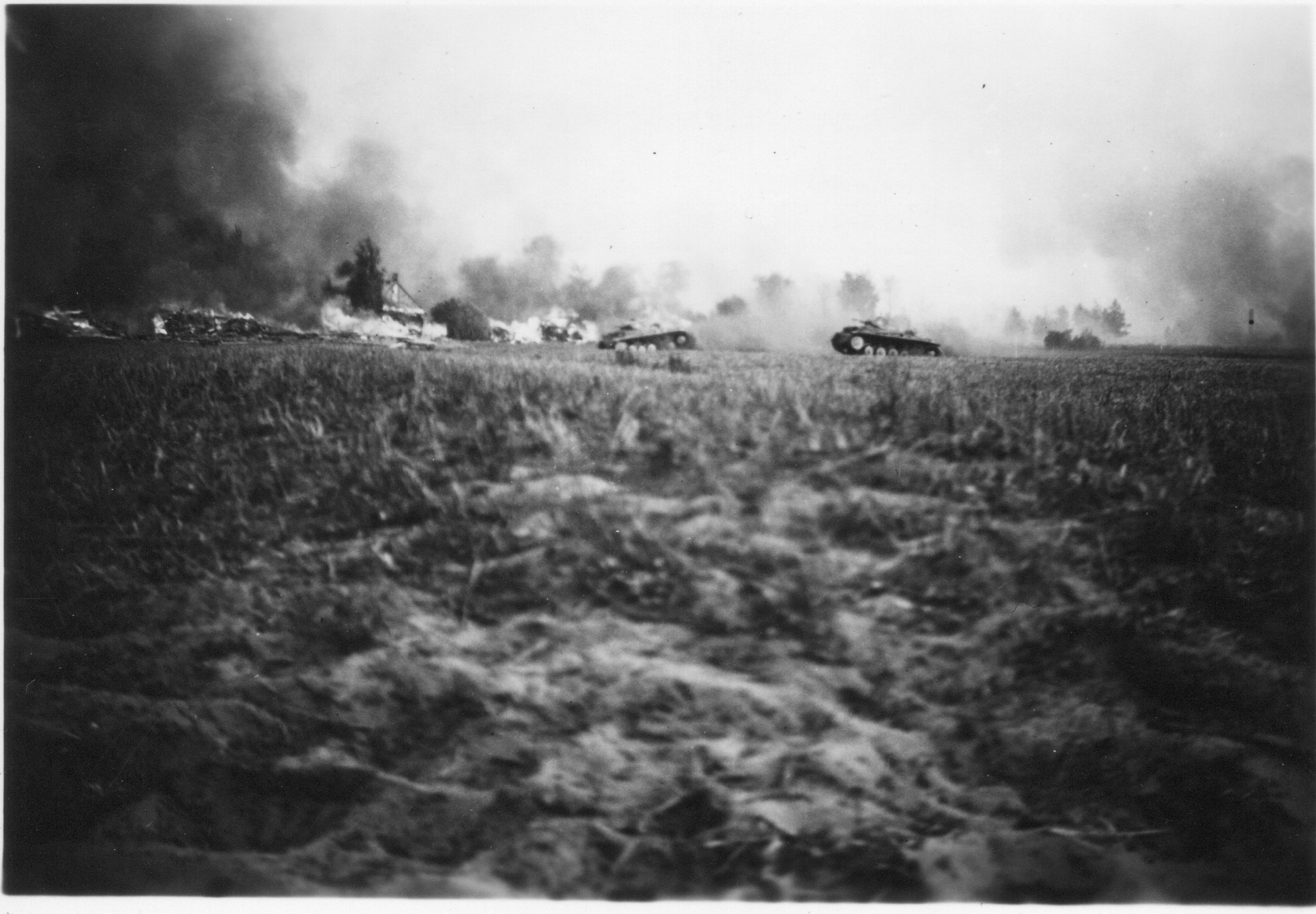
Einnahme von Kurpiki

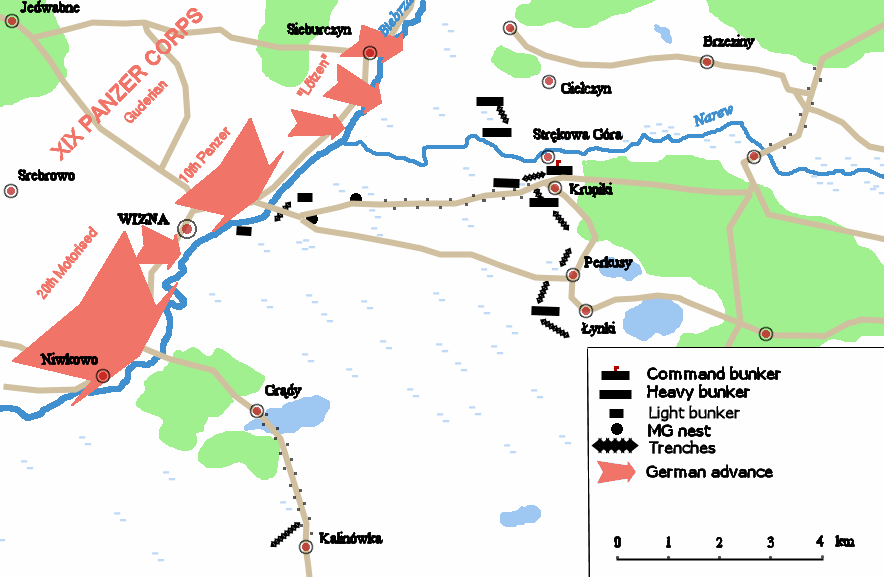
Verlauf der Kämpfe

Der Befehlshaber der polnischen Stellungen war Hauptmann Władysław Raginis, der schwor die Stellungen nicht lebend dem Feind zu übergeben. Die Kämpfe dauerten zwischen dem 7. und dem 10. September 1939 an. Die Verteidigungsstellung von Wizna wird auch als „polnische Thermopylen“ bezeichnet. 720 polnischen Verteidigern standen weit über 40.000 Angreifer des XIX. Armeekorps unter General der Panzertruppe Heinz Guderian in der Heeresgruppe Nord gegenüber. Die mangelnde Artillerieunterstützung auf Seiten der Polen und die zahlenmäßige Überlegenheit an Soldaten und Panzern auf Seiten der Wehrmacht ermöglichte es den Deutschen, die Bunker zu stürmen und zu sprengen. Die polnischen Besatzungen leisteten großen Widerstand und verzögerten den Vorstoß des XIX. Armeekorps. Auf der Rückseite des Panzerbildes hat ein Infanterist vermerkt: „Nach sehr schweren Verlusten, da Panzerregimenter wegen zerstörter Narew-Brücke auf Kriegsbrücke warten mußten, können wir mit ihrer Unterstützung endlich Kurpiki nehmen. Es wird erbittert verteidigt.“ Ausschlaggebend war die Sprengung der Brücke über den Narew am 7. September durch polnische Pioniere, als deutsche Panzer diesen zu überqueren versuchten. Eine schnelle Umgehung der polnischen Stellungen war nun nicht möglich. Dies zwang die Wehrmacht zum zeitaufwendigen Errichten einer schwimmenden Pontonbrücke über den an dieser Stelle 60 Meter breiten Narew. Zum Symbol der Verteidigung wurde der Befehlshaber der Stellung, der die Soldaten des letzten Bunkers vom Eid entband, während er selbst in seiner Stellung blieb und mit einer Handgranate drei den Bunker stürmende deutsche Soldaten und sich selbst tötete.

### Verluste

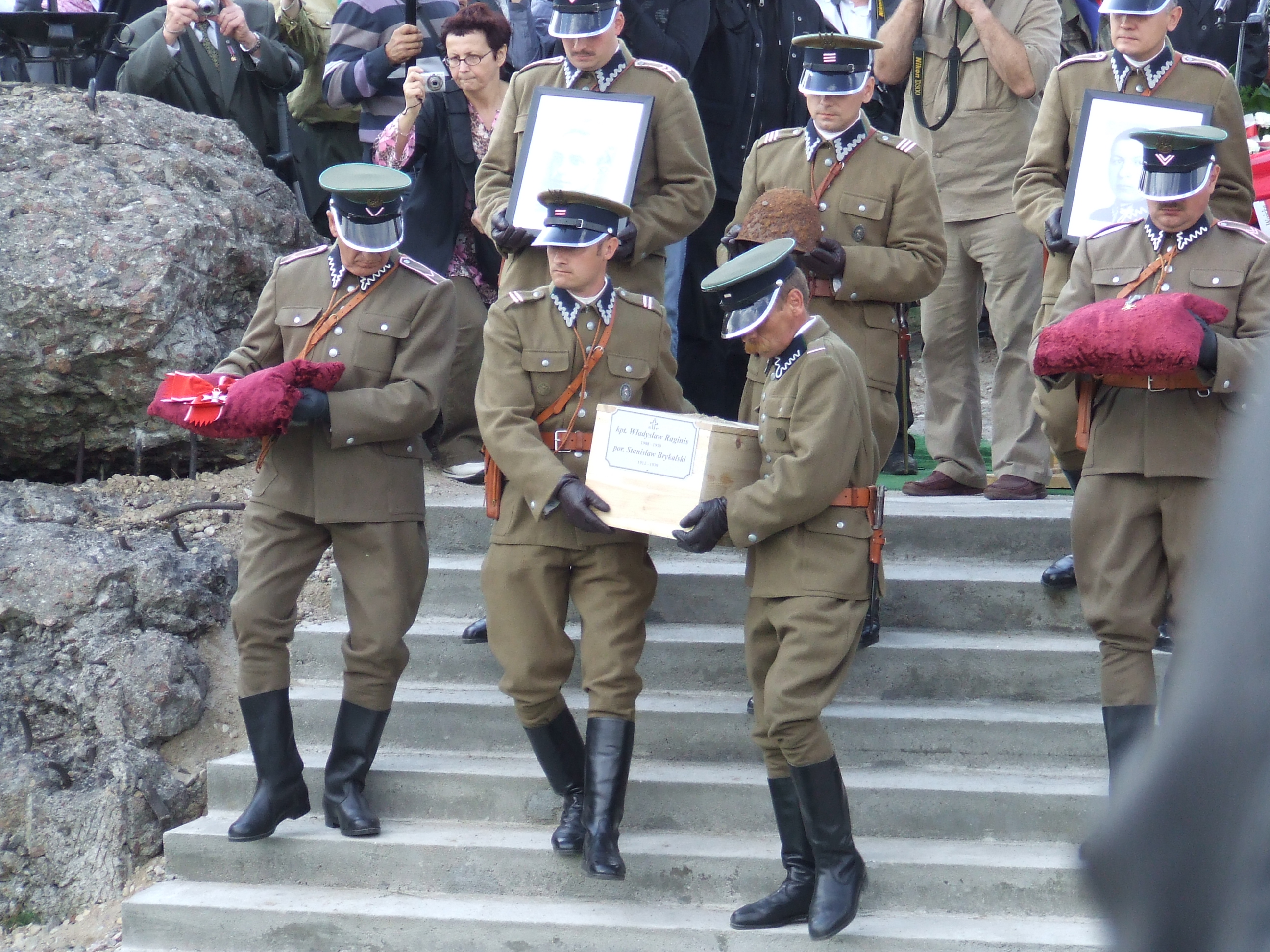
Begräbnis von Hauptmann Władysław Raginis und Oberleutnant Stanisław Brykalski, Wizna, 10. September 2011

Die genauen Opferzahlen auf beiden Seiten sind bisher ungeklärt. Kriegsarchiven zufolge soll es auf deutscher Seite mindestens zehn zerstörte Panzer und einige zerstörte Schützenpanzerwagen gegeben haben. Auf polnischer Seite sind mindestens 70 Gefangene zu verzeichnen.

## Weblinks

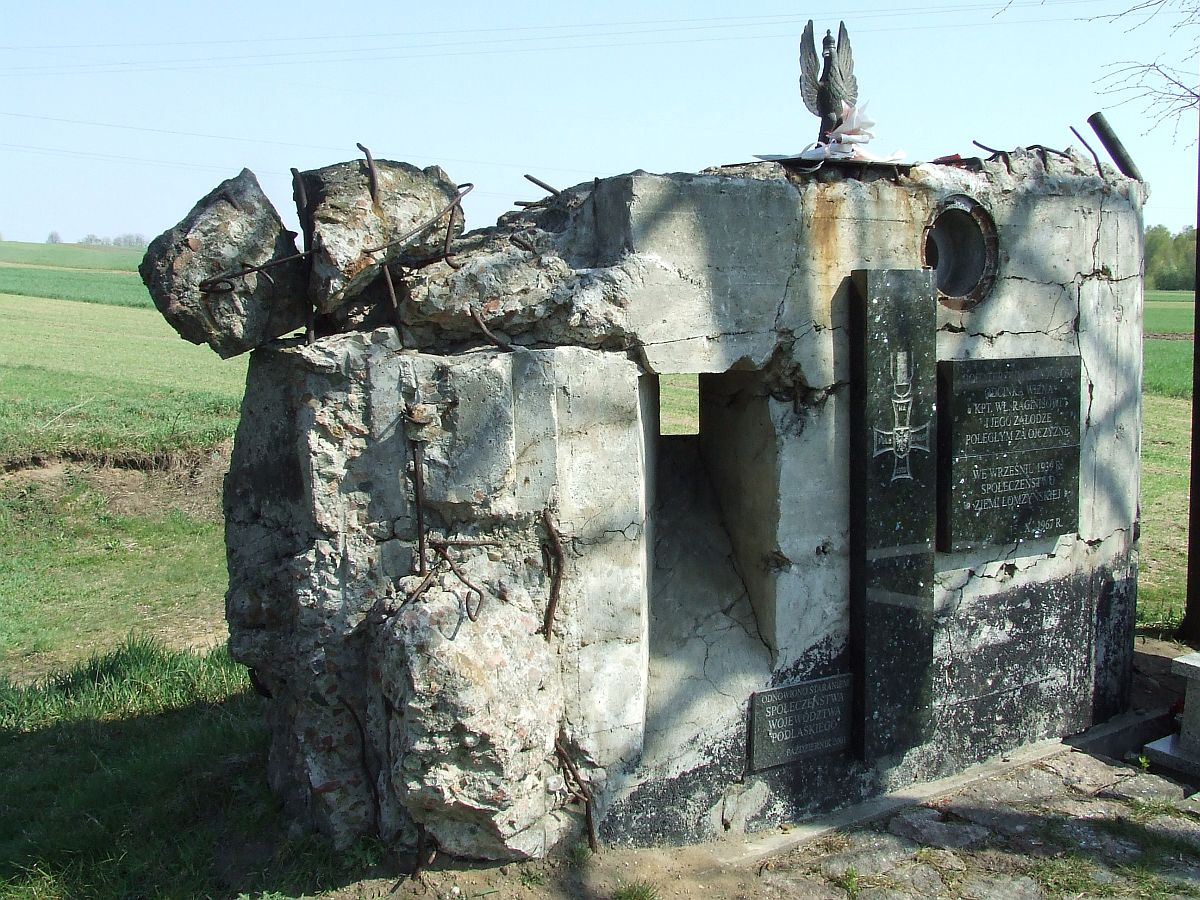
Ruinen eines der Bunker, heute ist hier eine Gedenkstätte